# Сідні (Нова Шотландія)
Сідні (англ. Sydney) — колишнє місто та міська громада на східному узбережжі острова Кейп-Бретон у Новій Шотландії, Канада, у складі регіонального муніципалітету Кейп-Бретон. Сідні було засноване у 1785 році британцями і отримало статус міста в 1904 році та втратило цей статус 1 серпня 1995 року, при об’єднанні у регіональний муніципалітет.
Сідні було колоніальною столицею острова Кейп-Бретон до 1820 року, до об’єднання колонії з Новою Шотландією і переходом столиці до Галіфакса.
Швидке зростання населення відбулося відразу після початку 20-го століття, коли в Сідні відкрився один з головних металургійних заводів Північної Америки. Під час Першої та Другої світових воєн це був головний плацдарм для конвоїв, що прямували до Англії. Післявоєнний період став свідком значного скорочення кількості людей, зайнятих на металургійному комбінаті Dominion Steel and Coal Corporation, і урядам Нової Шотландії та Канади довелося націоналізувати його в 1967 році, щоб врятувати найбільшого роботодавця регіону, утворивши нову коронну корпорацію. під назвою Sydney Steel Corporation. Населення міста неухильно зменшувалося з початку 1970-х років через стагнацію заводу, і SYSCO було остаточно закрито в 2001 році. Сьогодні основними галузями є центри обслуговування клієнтів і туризм. Разом із Сідні-Майнс, Норт-Сідні, Нью-Вотерфордом і Ґлейс-Бей Сідні утворює регіон, який традиційно називають Індустріальним Кейп-Бретоном.

## Історія

### Рання історія 1700-х до 1899
Ще перед створенням постійного поселення в цих місцях була значна прибережна активність. Під час Американської революції 1 листопада 1776 року Джон Пол Джонс – батько американського флоту – відплив як капітан корабля Альфред, щоб звільнити сотні американських в’язнів, які працювали на вугільних шахтах у східному Кейп-Бретоні. Хоча зимові умови не дозволили звільнити в’язнів, місія таки призвела до захоплення Mellish, судна, що перевозило життєво важливий запас зимового одягу, призначеного для військ Джона Берґойна в Канаді.
Після кількох років воєнних дій у 1781 році відбулося морське зіткнення між двома французькими кораблями та британським конвоєм біля Сідні, Нова Шотландія, біля Спеніш-рівер, Кейп-Бретон. Конвой, який складався з 18 торговельних суден, включаючи дев'ять вугільних суден і чотири судна постачання, прямував до Спеніш-Рівер на острові Кейп-Бретон, щоб забрати вугілля для доставки в Галіфакс. Британські ескортні конвої зазнали значної шкоди, одне судно, Джек, було захоплено. Французькі кораблі також зазнали пошкоджень. Зрештою конвой все-таки зміг завантажити вугілля та транспортувати його до Галіфакса. Було вбито шестеро французьких моряків і 17 британських, ще більше поранених.
Сідні було засноване після війни полковником Джозефом Фредеріком Воллетом ДеБарресом і назване на честь Томаса Таунсенда, 1-го віконта Сідні, який обіймав посаду міністра внутрішніх справ у британському кабінеті. Лорд Сідні призначив полковника Де-Барреса лейтенант-губернатором нової колонії острова Кейп-Бретон. У листопаді 1784 року 600-тонний корабель «Бленгайм» висадив групу, яка складалася переважно з англійських громадян і демобілізованих солдатів. Група лоялістів зі штату Нью-Йорк (до якої входив Девід Метьюз, колишній мер Нью-Йорка за часів Британії), які тікали від наслідків Американської революції, влилася до числа іммігрантів після прибуття в сусідню колонію Нова.Шотландія. ДеБаррес прибув до Сідні 7 січня 1785 року. Він провів перше засідання своєї виконавчої ради 21 лютого 1785 року, де його було офіційно проголошено лейтенант-губернатором і було складено перші протоколи створення нової колонії. Місце, яке Де-Баррес обрав для нового поселення, було вздовж південно-західного рукава гавані Сідні, затопленої долини річки Сідні, яка є частиною затоки Спаніш-Бей. Між 1784 і 1820 роками Сідні було столицею британської колонії острова Кейп-Бретон. Віце-королівська резиденція була розташована на схід від військового табору уздовж вулиці Де-Баррес (і з тих пір перебудована на житловий район). Колонія була розформована та об'єднана з сусідньою Новою Шотландією в рамках бажання британського уряду розробити численні вугільні родовища навколо гавані; орендні угоди на які тримав герцог Йоркський. У 1826 році оренду було передано Генеральній гірничій асоціації, і промисловий розвиток навколо Сідні почав набувати форми.
Сідні отримало статус міста в 1885 році.

### Сталеливарне місто 1900–1945

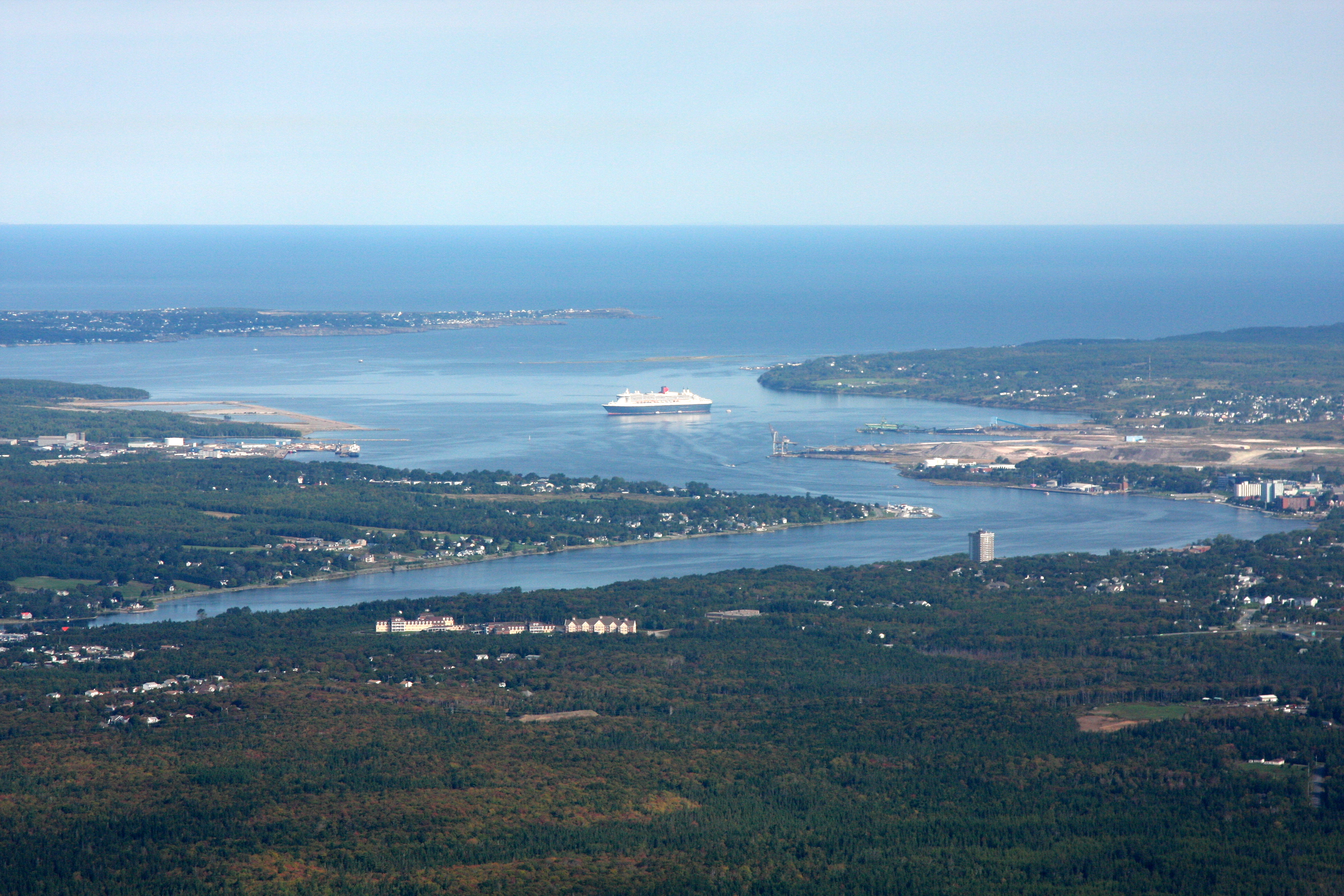
Вид з висоти гавані Сідні на північний схід. Queen Mary 2 якраз у гавані.

На початку 20-го століття Сідні стало домом для одного з найбільших у світі металургійних заводів, який живився численними вугільними шахтами в районі, належними до Dominion Steel and Coal Corporation. Економіка Сідні була значною частиною індустріального Кейп-Бретона з металургійним заводом, гаванями та залізницею, що прилягала до вугільних міст Ґлейс-Бей, Нью-Вотерфорд, Сідні-Майнс і Резерв-Майнс. Економічний бум, викликаний індустріалізацією, призвів до об’єднання громади в статусі міста в 1904 році. Зростання тривало до 1930-х років, коли Велика депресія спричинила уповільнення виробництва. Друга світова війна знову принесла заводу та вугільним шахтам процвітання.
Гавань Сідні відіграла важливу роль під час Другої світової війни. Колишня база Королівського флоту Канади, HMCS Protector, служила для вантаження і обслуговування конвоїв постачання, що прямували до Європи. Ці конвої, як правило, були повільнішими та мали префікс SC для повільного конвою. Те, що сталося з Конвоєм SC 7, було типовим через небезпеку, яку постійно створювали німецькі підводні човни біля узбережжя Кейп-Бретона та Ньюфаундленду під час Битви за Атлантику, коли 20 із 35 торговельних вантажних суден були потоплені на шляху до Англії. Сідніська гавань була однією з гарячих точок битви в затоці Св. Лаврентія. Під час цієї битви відбулися дві помітні атаки на кораблі: затоплення залізничного порома SS Caribou у жовтні 1942 року на шляху з Норт-Сідні до Порт-о-Баск, Ньюфаундленд; а також затоплення базованого в Сідні HMCS Shawinigan 24 листопада 1944 року в протоці Кебот, поблизу мису Норт острова Кейп-Бретон. Перевезення вугілля та виробництво сталі в Сідні зробили значний внесок у військові зусилля союзників, однак федеральний міністр промисловості К. Д. Гав віддав перевагу металургійній промисловості Центральної Канади, враховуючи її близькість до більшої робочої сили та меншу залежність від прибережних атак.

### Повоєнні 1950–2014 роки
До кінця 1960-х років для вугільної та сталеливарної промисловості настали важкі часи. П'ятниця 13 жовтня 1967 року, стала відомою як «Чорна п'ятниця», названа так через те, що Hawker Siddeley Canada, власники заводу, саме тоді оголосили про закриття заводу в квітні 1968 року. Як провінційний, так і федеральний уряд брали участь у переговорах. з власниками металургійного заводу, коли 19 листопада 1967 року громадяни Кейп-Бретона провели найбільшу акцію протесту в історії міста: «Парад занепокоєння». Близько 20 000 людей пройшли приблизно милю від воріт заводу до іподрому, щоб висловити свою незгоду з закриттям металургійному заводу. Новопризначений прем’єр-міністр Нової Шотландії Дж. І. Сміт і федеральний міністр охорони здоров’я та член парламенту Кейп-Бретону Аллан Дж. МакІчен виступили перед натовпом і запевнили їх, що відповідні уряди збираються допомогти. Через чотири дні уряд Сміта оголосив, що вони націоналізують завод, починаючи з 1968 року.
І сталеливарна, і вугільна промисловість залишалися у державній власності до кінця 20-го століття. На початку 1990-х років обидві галузі знову зазнали проблем і були остаточно закриті до кінця 2001 року. Змушене диверсифікувати свою економіку після закриття сталеливарного заводу та вугільної промисловості, Сідні розглянуло різноманітні можливості економічного розвитку, включаючи туризм і культуру, легку промисловість та інформаційні технології. Очищення колишнього металургійного заводу та токсичних Сіднійських смоляних ставків, які він залишив у затоці Мугга, були джерелом суперечок через вплив на здоров’я мешканців, хоча після закриття SYSCO це ще давало певну роботу. Очищення гудронного ставка було завершено у 2013 році з відкриттям Open Hearth Park, який розташований прямо на території колишнього металургійного заводу та приймав такі заходи, як концерт Aerosmith у вересні 2014 року.

## Географія
Сідні розташоване на східному березі річки Сідні, де вона впадає в південний рукав Сіднійської гавані. Висота коливається від рівня моря до 66 м над рівнем моря.
На більшість об’єктів у межах колишнього міста вплинула забудова та розгалужена мережа міських доріг. Центральний діловий район розташований на півострові, що тягнеться до Південного рукава, утвореного річкою Сідні на західній стороні та Мугга-Крік на східній стороні. Найбільший парк у межах колишнього міста — Open Hearth Park..
Особливі райони включають пірс Вітні в північно-східній частині поряд із колишнім металургійним заводом, Ешбі в східній частині, Гардвуд-Гілл у південній частині та «North End», розташований на півострові, де знаходяться монастир Святих Ангелів і Сіднійський гарнізон відомий як парк Вікторія, штаб-квартира резервного піхотного полку горців Кейп-Бретона. Колишнє місто повністю оточує першу націю Membertou (резервацію корінних народів 28A та 28B).

### Клімат
Для Сідні характерні прохолодне літо та вітряна, волога та штормова зима, варіант вологого континентального клімату (за Köppen Dfb), який значно пом’якшується через близькість поселення до Атлантичного океану. Найвища температура, коли-небудь зареєстрована в Сідні, становила 36,7 °C (98 °F) 18 серпня 1935 р. Найнижча зареєстрована температура становила −31,7 °C (−25 °F) 31 січня 1873 р., 29 січня 1877 р. та 15 лютого 1916 р..
Через відносно сильний вплив великих водних поверхонь у Сідні спостерігається сильна сезонна затримка, тобто лютий у середньому є найхолоднішим місяцем року, а серпень у середньому найтеплішим місяцем року. Навпаки, у більшості континентальних кліматичних зон Північної півкулі січень є найхолоднішим місяцем, а липень – найтеплішим.
В інших аспектах клімат Сідні також значно відрізняється від клімату інших регіонів з вологим континентальним кліматом. Найсуттєвіші відмінності полягають у тому, що Сідні відчуває надзвичайно прохолодне літо та відносно вітряну, вологу та штормову зиму порівняно з іншими вологими континентальними районами, наприклад у внутрішній частині Північної Америки. Натомість річні температури досить подібні до територій навколо Балтійського моря в північно-східній Європі на набагато вищих широтах, хоча сезонне відставання Сідні сильніше. Хоча Сідні має певний морський вплив, подібні широти по інший бік Атлантики мають значно м’якший клімат у всі пори року, крім літа. Сідні знаходиться на прямому шляху осінніх і зимових штормів (у США їх називають nor'easters), що мігрують із північно-східних штатів США та Нової Англії; ці шторми можуть досягати величезної інтенсивності до того моменту, коли вони наближаються до Сідні, з сильними вітрами, рясними снігопадами, ожеледицею та/або дощами, досить звичайними з жовтня до березня. Літні грози рідко трапляються в Сідні, тому що довколишні масиви прохолодної води різко перешкоджають поєднанню тепла та вологості, яке сприяє літнім грозам в інших місцях (наприклад, у центральних і південно-східних штатах Сполучених Штатів, а також у східно-центральному та північному Китаї). В останні роки, можливо, через потепління клімату, це змінилося. У 2013 і 2016 роках Сідні перебувало в зоні загрози торнадо через надзвичайно потужні грози. 8 серпня 2014 року воронкоподібна хмара з'явилася поблизу аеропорту Сідні, хоча попередження про торнадо не було видано, і воронка фактично не торкнулася землі.
Хоча влітку іноді бувають грози та інші дощі, червень-серпень у середньому є найсухішими місяцями Сідні. Середній річний цикл опадів у Сідні відображає ці реалії; найпосушливішим місяцем року в середньому є липень; найбільш вологим місяцем в середньому є грудень. Середня річна кількість опадів у Сідні становить понад 1500 мм, що є фактично найвищим показником у Канаді за межами прибережної Британської Колумбії. Снігопади сильні, в середньому близько 300 см снігу за зимовий сезон. Проте шторми взимку змінюються й можуть призводити до зміни типів опадів, зазвичай від льоду/снігу до дощу та, можливо, знову до льоду/снігу. Таким чином, фактичне накопичення снігу є змінним. Зимова буря може принести накопичення снігу, за яким слідує сильний дощ, а потім короткочасне повернення до снігу або льоду, що призводить до відсутності або мінімального накопичення додаткового снігу. Загалом клімат Сідні помірно холодний і різко мінливий, вологий, штормовий і вітряний з осені до ранньої весни (жовтень-березень), а влітку (з червня по серпень) більш стабільний і сухий.

## Демографія
Статистичне управління Канади класифікує Сідні як центр із середньою кількістю населення, який для цілей перепису включає сусідні громади Вестмаунт, значну частину річки Сідні та інші частини колишнього округу Кейп-Бретон. В переписному районі  Сідні 2011 року було зареєстровано 31 597 осіб, що робить його найбільшим населеним пунктом на острові Кейп-Бретон.

## Економіка
Наприкінці 20 століття Сідні переживало економічний спад протягом кількох десятиліть, оскільки місцева вугільна та сталеливарна промисловість зазнала значних змін. Закриття металургійного заводу Sydney Steel Corporation і вугільних шахт Cape Breton Development Corporation у 2000–2001 роках призвело до спроб муніципальних, провінційних і федеральних урядів диверсифікувати економіку регіону.
На початку 21-го століття Сідні зіткнулося з серйозною проблемою в очищенні Сіднійських смоляних ставків, припливного лиману, забрудненого різноманітними вугільними відходами коксових печей, які постачали металургійну промисловість. Після широких громадських консультацій і технічного дослідження було завершено план очищення вартістю 400 мільйонів канадських доларів, який фінансували спільно федеральний і провінційний уряди, а на його місці відкрито парк Open Hearth.
В одній частині Вітні-Пірсу жителі вулиці Фредерік-Ст. виявили забруднення в кількох будинках і навколишньому ґрунті, включно з токсичною помаранчевою речовиною, що просочувалася в місцеві підвали. Випробування речовини тривало понад рік, і багато хто був обурений затримками, хоча деяких мешканців згодом переселили до безпечнішого житлового району поблизу.
Високий рівень безробіття та відсутність можливостей призвели до того, що багато освічених молодих людей залишають громаду в пошуках роботи в інших частинах Канади та США. Демографічні зміни, зокрема старіння населення та зниження народжуваності, вплинули на економічні перспективи регіону. Зокрема, багато жителів вирішили шукати роботу в Альберті та Онтаріо.
Економіці Сідні сприяло оголошення 2011 року про фінансування проекту днопоглиблення Сіднійської гавані, який було завершено у 2012 році. Земснаряд, який, як очікується, призведе до комерціалізації порту, має створити сотні робочих місць у цьому районі та позиціонувати Сідні як портовий об’єкт світового класу. Інші важливі інвестиції, які допомогли позиціонувати Сідні як східний центр Нової Шотландії, включають поєднання шосе 125 і створення Центру сталого розвитку в навколишньому середовищі в сусідньому Кейп-Бретонському університеті, який щороку збирає сотні іноземних студентів.

### Туризм

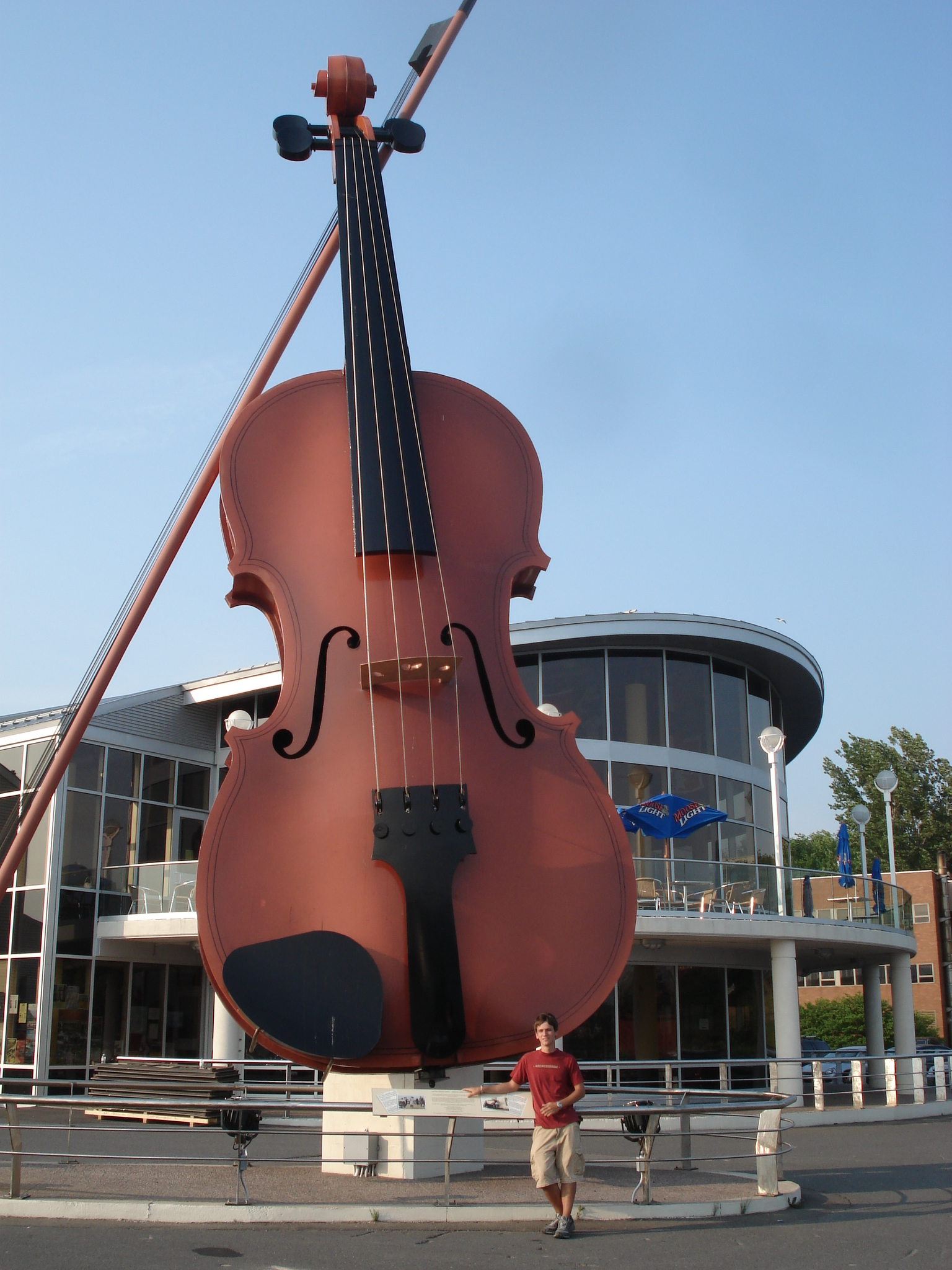
«Найбільша скрипка Ceilidh у світі». Розташована на набережній Сідні.

Острів Кейп-Бретон став домом для значної індустрії туризму, а Сідні (як найбільший міський центр острова) є основним бенефіціаром. Оскільки до початку 2000-х в економіці Сідні домінувала сталеливарна промисловість, Сідні не було попрулярним як туристичний напрямок, а мальовниче село Баддек, розташоване ближче до середини острова, було кращим місцем для туристів, які прямували маршрутом Кабота. Однак Сідні стало свідком відродження в результаті значних державних інвестицій у об’єкти для круїзних суден і плану відновлення набережної, який передбачав будівництво набережної, пристаней для яхт і найбільшої скрипки у світі. Це фінансування є частиною пакету постіндустріальних адаптацій, запропонованого федеральним і провінційними урядами.
Туристична привабливість Сідні все більше пов’язана з його культурним надбанням як міського центру острова Кейп-Бретон. Його населення є різноманітною сумішшю національностей, що сприяє різноманітним шотландським, акадійським, афро-канадським та східноєвропейським культурним заходам, які проводяться протягом року. Житловий сектор Сідні є стратегічним для відвідувачів Луїсбурґа (де знаходиться Луїсбурзька фортеця ), Ґлейс-Бей (де знаходиться Музей шахтарів Ґлейс-Бей), Баддек (де знаходиться Музей Александра Ґрема Белла), а також популярних туристичних напрямків, таких як стежка Кабота, національний парк Кейп-Бретон-Гайлендс і озеро Бра-д'Ор.

## Мистецтво і культура

### Музика
Щорічний міжнародний фестиваль «Кельтські кольори» проходить на острові Кейп-Бретон у жовтні, а деякі з концертів відбуваються в Сідні.
Сідні було обране для проведення ECMA Galas у 2000, 2005, 2010 та 2016 роках.

## Спорт
Напівпрофесійний хокей має давні традиції в Сідні. У грудні 1912 року група заснувала професійний хокейний клуб, щоб боротися за Кубок Стенлі. Сідніські мільйонери, які проіснували недовго, отримали таке прізвисько через те, що гравці були найбільш високооплачуваними в Приморських, виграли чемпіонат Морської професійної хокейної ліги 1913 року. Їхня перемога дозволила їм кинути виклик Quebec Bulldogs, на той час поточному володарю кубка, у Квебеку. 10 березня 1913 року «Мільйонери» програли другу й останню гру Кубка Стенлі та незабаром після цього відмовилися.
З 1988 по 1996 рік Сідні було домом для «Кейп-Бретон-Ойлерз» Американської хокейної ліги, основного складу фарм-команди «Едмонтон Ойлерз» Національної хокейної ліги. Вони виграли чемпіонат цієї ліги, Кубок Колдера, у 1993 році. Франшиза переїхала до Гамільтона, Онтаріо, після сезону 1995–96, ставши Гамільтон-Булдоґс.
Заснована в 1997 році команда «Кейп-Бретон Іґлс» з QMJHL грає свої домашні ігри на полі «Центр 200». Серед випускників «Іґлс» — триразовий володар Кубка Стенлі Марк-Андре Флері.
Кейп-Бретон Гайлендерс Національної баскетбольної ліги Канади виступав з 2016 до 2019 року.
У Сідні відбулися заходи до Зимових ігор Канади 1987 року, які проходили по всьому окрузі Кейп-Бретон.
Чемпіонат світу з хокею серед юніорів 2003 року спільно приймали Сідні та Галіфакс.
Теніс у Сідні має довгу історію. Сіднійський лаун-тенісний клуб (нині Кромарті Тенісний клуб ) був зареєстрований Законом Законодавчого органу Нової Шотландії 28 квітня 1893 року. Щорічно проводяться тенісні турніри Cape Breton Junior Regionals, Masters Championships і Cape Breton Open.

## Інфраструктура

### Транспорт
Сідні обслуговується шосе 125, яке з'єднується з шосе 105 і оточує колишню межу міста до його східної кінцевої станції. Магістраль 4 утворює важливу другорядну дорогу в Сідні, що проходить уздовж річки Сідні і з’єднується з Ґлейс-Бей. Магістраль 22, що сполучає Луїсбург, і Магістраль 28, що з’єднує Вітні-Пір з Нью-Вотерфордом, утворюють другорядні дороги.

#### Громадський транспорт
Transit Cape Breton належить і управляється регіональним муніципалітетом Кейп-Бретон і надає автобусні послуги в східній частині муніципалітету, яка включає Сідні.
Transit Cape Breton також здійснює «Handi-Trans» для пасажирів з інвалідністю, не можуть користуватися регулярними автобусними перевезеннями.
Вартість проїзду становить 1,25 кан. дол. за зону подорожі або 1,00 кан. дол. для людей похилого віку від 55 років і дітей віком 5–12 років. Залежно від кількості пройдених зон вартість проїзду в автобусі може коливатися від 1,00 до 5,00 доларів.

#### Залізниця
Сідні є домом для двох приватних вантажних залізничних компаній. Залізниця Кейп-Бретона і Центральної Нової Шотландії має в Сідні свою східну кінцеву станцію та забезпечує залізничне сполучення з CN у Труро через Порт-Гоксбері. Сіднійська вугільна залізниця з'єднує причал для розвантаження вугілля на пірсі Вітні з електростанцією Лінґан у Лінґані. Щоденні пасажирські залізничні перевезення надавалися компанією Via Rail Canada до скорочення бюджету 15 січня 1990 року. Щотижневий туристичний потяг Bras d'Or здійснювався компанією Via Rail Canada з 2000 по 2004 рік, поки його не було припинено.

#### Море
Портові споруди Сідні включають приватний причал для розвантаження вугілля у Вітні-Пірс, а також державний морський термінал Сідні на північному краю центрального ділового району. Нещодавно відкритий павільйон круїзних лайнерів щороку приймає кілька десятків круїзних лайнерів, більшість з яких відвідують наприкінці літа або на початку осені, щоб здійснити екскурсії "за осіннім листям". Інші портові споруди Сіднійської гавані розташовані за межами колишньої межі міста в Пойнт-Едвард (Сідпорт) і в Норт-Сідні (поромний термінал Marine Atlantic).

#### Аеропорт
Сіднійський аеропорт JA Douglas McCurdy розташований за кілька кілометрів за межами колишнього міста в сусідньому районі Резерв-Майнс. Регіональний аеропорт обслуговується Air Canada Express і WestJet.
Іноді мандрівники, які мали намір поїхати до Сіднея, Австралія, помилково прибували до Сіднея, Нова Шотландія. Ця помилка зазвичай виникає через плутанину двох напрямків у бронюванні авіаквитків.

### Охорона здоров'я
Регіональна лікарня Кейп-Бретон знаходиться в Сідні.

## Освіта
Сідні охоплюється регіональною шкільною радою Кейп-Бретон – Вікторія та є домом для однієї державної англомовної середньої школи: Sydney Academy, яка пов’язана з кількома початковими та середніми школами. Католицька середня школа «Святі Ангели», заснована наприкінці 1800-х років, була закрита наприкінці 2011 навчального року. Школа французької мови, Étoile de l'Acadie, також розташована в Сідні та є частиною шкільної ради провінції Conseil scolaire acadien.
У 1951 році початковий кампус закладу, що став Кейп-Бретонським університетом, був заснований як молодший коледж Ксав'є, який приєднався до Університету Св. Франциска Ксав'єра і знаходився в Сідні. У Сідні також є інші вищі та приватні професійні коледжі, включаючи Кейп-Бретонський коледж бізнесу, заснований у 1958 році, та Канадський коледж берегової охорони, заснований у 1965 році.

## ЗМІ
Сідні є найбільшим комерційним центром острова та домом для щоденної газети Cape Breton Post, а також однієї телевізійної станції CJCB-TV, члена телевізійної мережі CTV.  CJCB була першою телевізійною станцією в Новій Шотландії, яка вийшла в ефір 9 жовтня 1954 року. Це також була східна кінцева станція початкової загальнонаціональної мікрохвильової мережі, яка запрацювала 1 липня 1958 року разом із Канадою. перша телевізійна трансляція від узбережжя. З моменту заснування до 1972 року CJCB-TV був регіональним філіалом CBC.
Першою радіостанцією Сідні була CJCB-AM, заснована Нейтом Натансоном, яка вийшла в ефір 14 лютого 1929 року. У 1957 році родина Натансонів відкрила FM-радіостанцію, CJCB-FM, а вище- згадана телевізійна станція. CBC почала керувати власною станцією CBI (AM) у листопаді 1948 року. Вона була частиною Трансканадської мережі CBC, тоді як CJCB стала філією CBC для своєї Dominion Network. У 1962 році CBC об'єднала дві мережі, зробивши CBI єдиною станцією CBC, а CJCB стала незалежною. У 1978 році CBC відкрила CBI-FM, яка належала до мережі CBC Stereo. З 1997 року CBI-AM належить CBC Radio One, а CBI-FM належить CBC Music. На додаток до станцій CBC і CJCB, є й інші FM-радіостанції, які обслуговують територію, більшість з яких з’явилася на ринку на початку 21 століття.

## Відомі люди
- Сер Джон Джордж Буріно, журналіст, історик і 3-й клерк Палати громад (Канада)
- Пол Бутільє, колишній хокеїст Національної хокейної ліги (НХЛ), володар Кубка Стенлі
- Джон Б'юкенен, колишній прем'єр-міністр Нової Шотландії
- Джордж Клівленд, актор оригінального американського телесеріалу <i id="mwAbk">«Лессі»</i>.
- Натан Коен, театральний критик, ведучий радіо та телебачення CBC та особистість
- Гарольд Конноллі, 15-й прем'єр-міністр Нової Шотландії
- Девід Дінґволл, колишній міністр федерального кабінету
- Норм Ферґюсон, колишній хокеїст НХЛ, член Зали спортивної слави Нової Шотландії
- Майанн Френсіс, колишній лейтенант-губернатор Нової Шотландії
- Денні Ґалліван, колишній спортивний кореспондент «Вечір хокею в Канаді», член Зали слави спорту Канади
- Ґорді Ґоссе, MLA від Кейп-Бретон-Нова, спікер палати асамблеї
- Денні Ґрем, колишній MLA і лідер Ліберальної партії Нової Шотландії
- Джон-молодший Ганна, колишній хокеїст НХЛ
- Урсула Джонсон, мультидисциплінарна художниця мікмак, зараз проживає в Галіфаксі, Нова Шотландія
- Фабіан Джозеф, колишній капітан чоловічої збірної Канади з хокею, дворазовий срібний призер Олімпійських ігор
- Ніл Ліббі, історик
- Бетт Макдональд, актриса, співачка, комік
- Дональд Макдональд, колишній президент Канадського трудового конгресу /MLA у Сіднеї
- Фінлей Макдональд, сенатор; директор-засновник CTV; Голова Ігор Канади
- Френкі Макдональд, ведучий прогнозу погоди та особистість YouTube
- Паркер Макдональд, колишній гравець і тренер НХЛ
- Деніел МакАйвор, драматург
- А. А. Маклеод, політичний організатор, пацифіст, MPP і дядько Воррена Бітті та Ширлі Маклейн
- Ел Макніл, колишній гравець НХЛ і головний тренер, володар Кубка Стенлі
- Ґреґ Макферсон, музикант
- Ґленда Макквін, медична дослідниця
- Артур Б. Макдональд, фізик, разом з японським фізиком Такаакі Кадзіта отримав Нобелівську премію з фізики 2015 року
- Жаклін Міллс, режисер документальних фільмів
- Кевін Моррісон, колишній хокеїст НХЛ
- Мейнард Моррісон, комік
- Скотт Оук, спортивний кореспондент хокейної ночі в Канаді
- Ісаак Філлс, кавалер ордена Канади.
- Ліза Рейтт (уроджена МакКормак), член парламенту від Консервативної партії (МП), міністр федерального кабінету
- Рік Раванелло, актор
- Келвін Рак, колишній активіст і сенатор
- Ґорді Семпсон, співак і автор пісень, володар премії «Греммі».
- Тодд Семпсон, генеральний директор рекламного агентства Leo Burnett Australia, співавтор Години Землі та телеведучий.
- Д. М. Шурман, колишній імперський і військово-морський історик
- Ірвінґ Шварц, колишній бізнесмен, філантроп, офіцер Ордена Канади

### Цитування
1. ↑  Українська назва згідно з Газетирем (покажчиком) географічних назв світу [Архівовано 4 травня 2021 у Wayback Machine.]. — К.: Мінекоресурсів України, 2006. — С. 1584.
2. ↑  Lebel та 1967-10-18, с. 1, 2.
3. ↑  Akins, (1895).
4. ↑  Gwyn, (2004a), с. 72—73.
5. ↑  Gwyn, (2004b).
6. ↑  Brown, (1922).
7. ↑  Public Archives of Nova Scotia, (1967).
8. 1 2 3 4 5 6 7  Morgan, (2008).
9. 1 2  MacEwan, Paul (1976). Miners and Steelworkers: Labour in Cape Breton. Toronto, Canada: A. M. Hakkert Ltd. с. 8. ISBN 0-88866-533-4.
10. ↑  Caplan, (1976), с. 27—40.
11. ↑  Sarty, (2012), с. 194, 209—210, 213.
12. ↑  Sarty, (2012), с. 284—287.
13. ↑  Star Staff та 1967-11-23.
14. 1 2  Doyle, (2011).
15. 1 2 3  CP Special та 1967-11-20.
16. ↑  Special to the Star та 1967-11-23.
17. ↑  Walker, T. R., MacAskill, D., Rushton, T., Thalheimer, A., & Weaver, P. (2013). Monitoring effects of remediation on natural sediment recovery in Sydney Harbour, Nova Scotia. Environmental Monitoring and Assessment, 185(10), 8089–8107. https://doi.org/10.1007/s10661-013-3157-8
18. ↑  Walker, T. R., & MacAskill, D. (2014). Monitoring water quality in Sydney Harbour using blue mussels during remediation of the Sydney Tar Ponds, Nova Scotia, Canada. Environmental Monitoring and Assessment, 186(3), 1623–1638. https://doi.org/10.1007/s10661-013-3479-6
19. ↑  Walker, T. R., MacAskill, D., & Weaver, P. (2013). Environmental recovery in Sydney Harbour, Nova Scotia: Evidence of natural and anthropogenic sediment capping. Marine Pollution Bulletin, 74(1), 446–452. https://doi.org/10.1016/j.marpolbul.2013.06.013
20. ↑  Walker, T. R. (2014). Environmental effects monitoring in sydney harbor during remediation of one of Canada's most polluted sites: a review and lessons learned. Remediation Journal, 24(3), 103–117. doi:10.1002/rem.21397
21. ↑  Deibel, (2012).
22. ↑  August 1935. Canadian Climate Data. Environment Canada. 22 вересня 2015. Процитовано 2 березня 2016.
23. ↑  January 1873. Canadian Climate Data. Environment Canada. 22 вересня 2015. Процитовано 2 березня 2016.
24. ↑  January 1877. Canadian Climate Data. Environment Canada. 26 вересня 2016. Процитовано 2 березня 2016.
25. ↑  February 1916. Canadian Climate Data. Environment Canada. 22 вересня 2015. Процитовано 2 березня 2016.
26. ↑  Wild weather prompts tornado watch in Cape Breton | CTV News Atlantic. atlantic.ctvnews.ca. 7 серпня 2016. Процитовано 4 травня 2019.
27. ↑  Tornado warning has ended | Cape Breton Post. www.capebretonpost.com (англ.). Процитовано 4 травня 2019.
28. ↑  Stormy weather hits Nova Scotia. Herald News. 8 серпня 2014. Архів оригіналу за 11 серпня 2014. Процитовано 4 травня 2019.
29. 1 2  Statistics Canada, (2012a).
30. ↑  Stevens, (1932), с. 103.
31. ↑  Howe, (1955), с. 141.
32. ↑  Winters, (1967), с. 189.
33. ↑  Cape Breton Regional Municipality та (2012).
34. ↑  , Censuses 1871–1941
35. ↑  Census 1956–1961
36. ↑  Statistics Canada, (2012b).
37. ↑  Celtic Colours International Festival. Процитовано 8 квітня 2020.
38. 1 2 3 4  Doyle, (2011), с. 201—202.
39. ↑  Milton та 1996-05-09, с. C1.
40. ↑  Spectator Staff та 1996-10-05, с. C1.
41. ↑  Quebec Major Junior Hockey League, (2012).
42. ↑  Pottie, (2015).
43. ↑  McNeil, (2015).
44. ↑  212. The Statutes of Nova Scotia. Halifax, NS: Queen's Printer. 1983. с. 575. An Act to incorporate the Sydney Lawn Tennis Club. {{cite book}}: |access-date= вимагає |url= (довідка)
45. ↑  Colello, T.J. (14 червня 2018). Cromarty Tennis Club to hold open house and registration on Saturday. Cape Breton Post (англ.). Syendy, NS: SaltWire Network. Процитовано 15 травня 2020.
46. ↑  Transit Cape Breton - schedules and more.
47. ↑  Kassam, Ashifa (4 January 2017). "Land down blunder: teen heading to Australia lands in Sydney, Nova Scotia". The Guardian.
48. ↑  "Dutch student flies to Sydney, Nova Scotia by accident". BBC News. 4 January 2017.
49. ↑  MacDonald, (2011).
50. ↑  Kernaghan, (2012).
51. ↑  CRTC, (2012).
52. 1 2  Dulmage, (2012).
53. ↑  Loring та 1958-06-30.
54. ↑  Canadian Communications Foundation, (2013).
55. 1 2 3 4  Dulmage, (2012a).
56. 1 2  Dulmage, (2011).